# Mason (Texas)
Mason és una població dels Estats Units a l'estat de Texas. Segons el cens del 2000 tenia 2.134 habitants.

## Demografia
Segons el cens del 2000, Mason tenia 2.134 habitants, 914 habitatges, i 585 famílies. La densitat de població era de 223,9 habitants/km².
Dels 914 habitatges en un 28% hi vivien nens de menys de 18 anys, en un 50,3% hi vivien parelles casades, en un 10,5% dones solteres, i en un 35,9% no eren unitats familiars. En el 34% dels habitatges hi vivien persones soles el 22,8% de les quals corresponia a persones de 65 anys o més que vivien soles. El nombre mitjà de persones vivint en cada habitatge era de 2,3 i el nombre mitjà de persones que vivien en cada família era de 2,94.
Per edats la població es repartia de la següent manera: un 24,3% tenia menys de 18 anys, un 5,2% entre 18 i 24, un 21,8% entre 25 i 44, un 25,3% de 45 a 60 i un 23,5% 65 anys o més.
L'edat mediana era de 44 anys. Per cada 100 dones de 18 o més anys hi havia 79,4 homes.
La renda mediana per habitatge era de 26.344 $ i la renda mediana per família de 39.310 $. Els homes tenien una renda mediana de 26.736 $ mentre que les dones 14.461 $. La renda per capita de la població era de 16.525 $. Aproximadament el 15,9% de les famílies i el 18,2% de la població estaven per davall del llindar de pobresa.

## Poblacions més properes
El següent diagrama mostra les poblacions més properes.